# Malborghetto-Valbruna
Malborghetto-Valbruna (friuli nyelven: Malborghet e Valbrune, szlovénül: Naborjet-Ovčja vas, németül: Malburgeth-Wolfsbach) település Olaszországban, Friuli-Venezia Giulia régióban, Udine megyében. Lakosainak száma 909 fő (2023. január 1.). Malborghetto-Valbruna Chiusaforte, Tarvisio, Dogna, Pontebba, Feistritz an der Gail, Hermagor-Pressegger See, Hohenthurn és Sankt Stefan im Gailtal községekkel határos.

## Népesség
A település népességének változása:
| Lakosok száma | 935  | 919  | 909  |
|               | 2017 | 2018 | 2023 |